# Lauterborniella agrayloides
Lauterborniella agrayloides är en tvåvingeart som först beskrevs av Jean-Jacques Kieffer 1911.  Lauterborniella agrayloides ingår i släktet Lauterborniella och familjen fjädermyggor. Arten är reproducerande i Sverige. Inga underarter finns listade i Catalogue of Life.